# Zubringerflugzeug

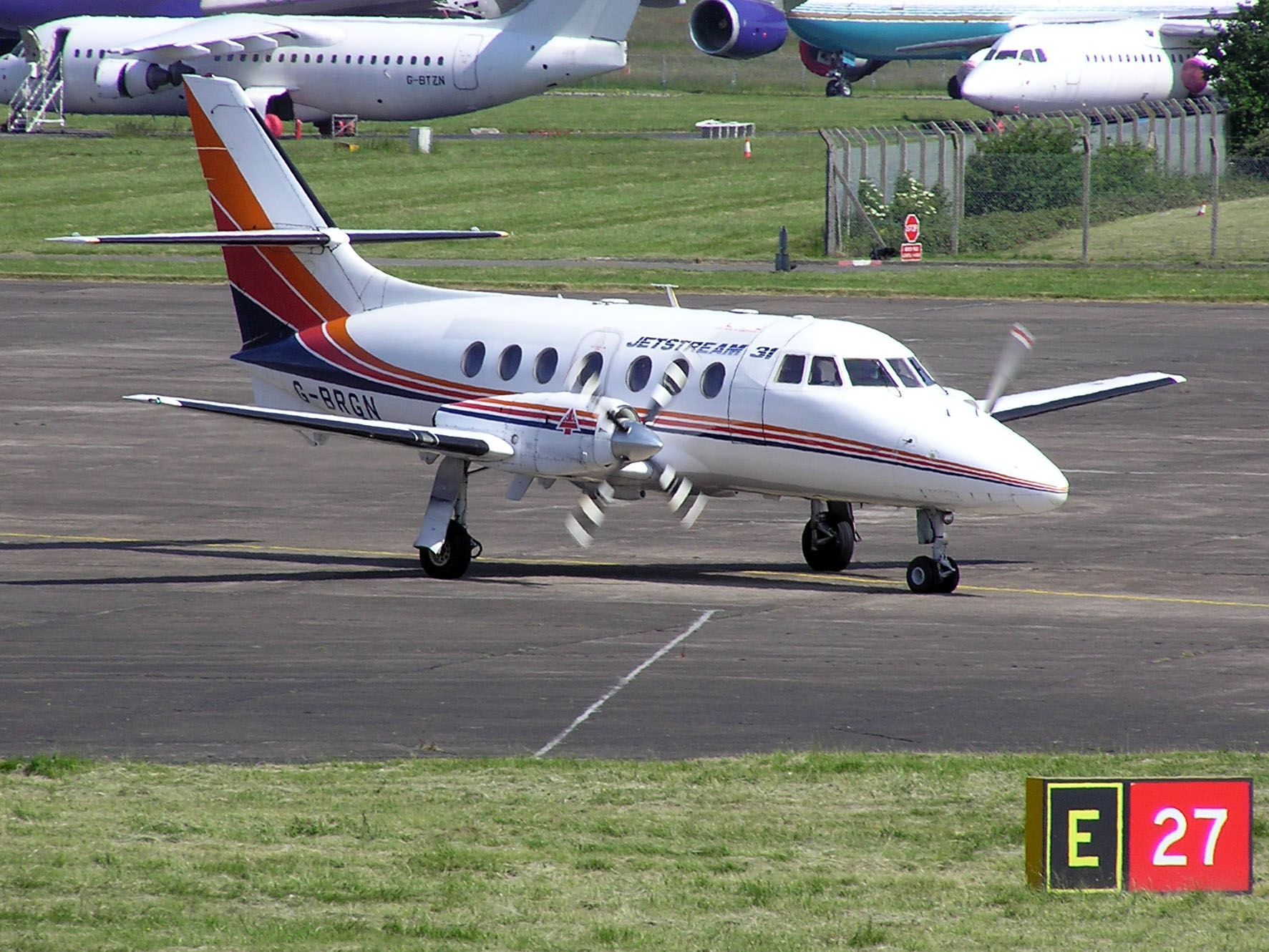
Die BAe Jetstream 31 als typisches Zubringer-Flugzeug

Ein Zubringerflugzeug (englisch Commuter Aircraft oder Feederliner) ist ein kleineres Kurzstrecken-Verkehrsflugzeug für höchstens 19 Passagiere und einem maximalen Startgewicht (MTOW) von 8.618 kg (19.000 lbs). International werden aber auch einige Typen mit größerer Kapazität und Startmasse in dieser Rolle eingesetzt. Genauso werden vereinzelt kleinere Maschinen als Zubringerflugzeuge verwendet, die je nach Typ nur 6 bis 10 Sitzplätze haben.
Die meisten Typen von Zubringerflugzeugen sind nicht mit einer Druckkabine ausgerüstet.
Die nächstgrößere Klasse der Verkehrsflugzeuge für den Einsatz auf Kurzstrecken wird Regionalverkehrsflugzeug oder Regionalflugzeug genannt.

## Geschichte

Nabe und Speiche (engl. Hub and Spoke) Struktur

Der Bedarf an speziell für Zubringerdienste ausgelegten Flugzeugen wurde bereits 1943 noch während des Zweiten Weltkriegs von der Brabazon-Kommission in Großbritannien formuliert, die diesen Typ Feederliner (englisch feeder = „Einspeiser“ bzw. „Beschicker“) nannte. Es wurden einige Typen wie die De Havilland DH.104 Dove und Handley Page Marathon (ursprünglich Miles M.60 Marathon) entwickelt, von denen jedoch später nur die erstere Erfolg hatte.
Dieser Verkehrsflugzeug-Typ erlebte erst in den 1950er Jahren in den USA den ersten echten größeren Einsatz im kommerziellen Luftverkehr. Mehrere Neuentwicklungen für diesen Sektor blieben jedoch erfolglos und wurden nur in Form von Prototypen gebaut. Hierzu zählen z. B. die Beechcraft 34 Twin-Quad und die spätere polnische PZL MD-12, beide für 20 Passagiere ausgelegt. Ende der 1960er Jahre scheiterten ebenfalls die Piper PA-35 Pocono und die Potez 840.

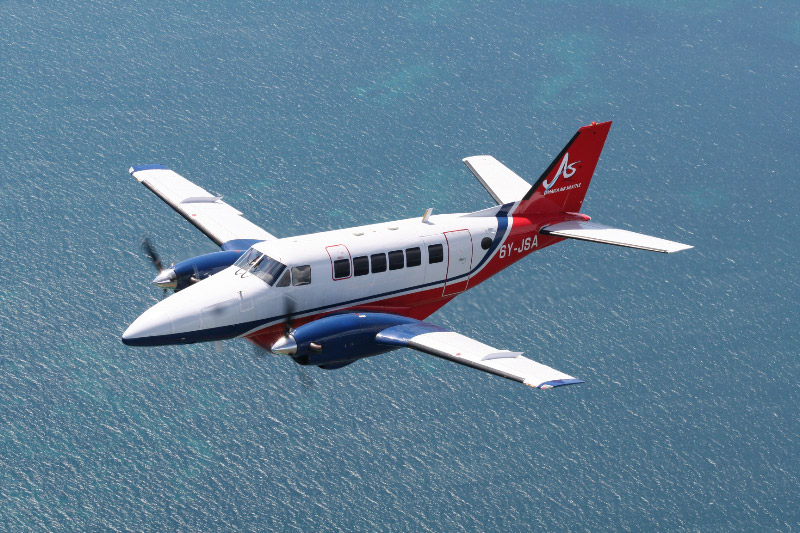
Die Beechcraft 99 für 15 Passagiere ist ein klassischer Vertreter der mittleren Zubringer-Klasse

Als eines der ersten speziell für diesen Zweck konstruierten und erfolgreichen Flugzeuge für den Einsatz als Zubringer auf der ganzen Welt gilt die aus der DH.104 Dove weiterentwickelte viermotorige De Havilland DH.114 Heron, die 1950 ihren Erstflug hatte und in 30 Ländern eingesetzt wurde. Die Heron wurde unter anderem auch in Europa, den USA und Kanada sowie Australien geflogen und bildete die Grundlage für einige Modernisierungen auf ihrer Basis, beispielsweise der auf zwei Turboproptriebwerke umgerüstete kanadische Saunders ST-27. Eine weitere speziell für diesen Zweck in den späten 1960er Jahren entwickelte, nicht nur in Nordamerika bekannte Maschine ist die Fairchild Swearingen Metro.

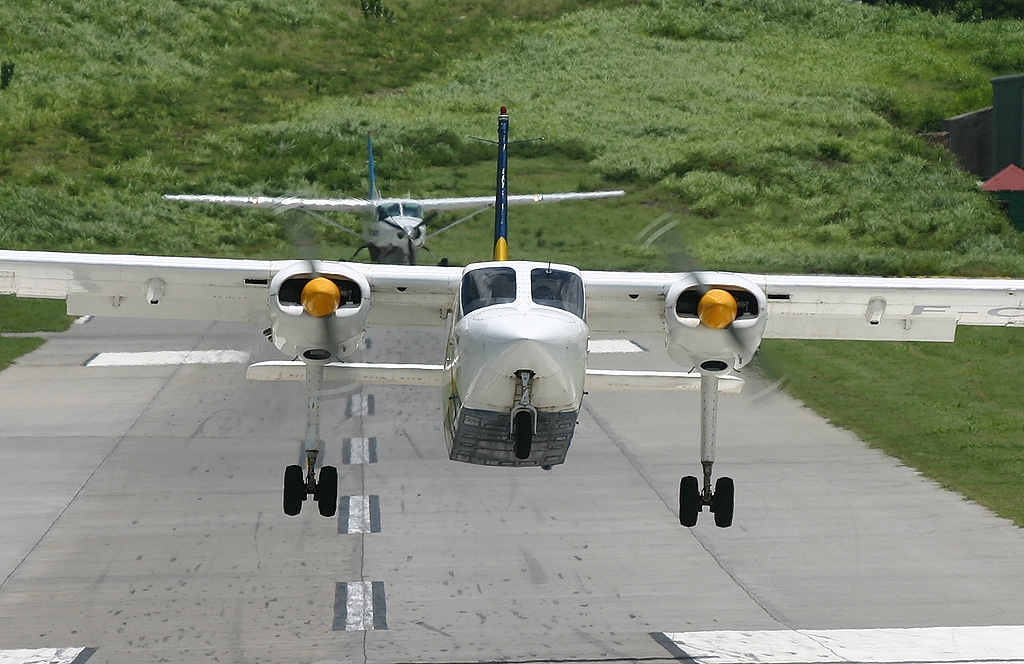
Die Britten-Norman BN-2 Islander ist ein klassischer Vertreter der kleineren Zubringer-Klasse, auch für kurze Bahnen

Neue konkrete Anforderungen für Zubringerflugzeuge entstanden in den 1970er Jahren wiederum in den USA, als sich die Hub and Spoke-Struktur (englisch für „Nabe und Speiche“) mit Drehkreuzen bzw. Knotenpunkten in der kommerziellen Luftfahrt durchsetzte. Zum Pendeln (englisch commute) zwischen kleineren Endknoten und Zentralknoten wurden Kurzstrecken-Flugzeuge für rund 15 Passagiere benötigt.
Daraufhin entwickelten die Luftfahrtbehörden wie etwa die US-amerikanische Federal Aviation Administration (FAA) für diese Flugzeugklasse angepasste Zulassungsvorschriften. Zum Beispiel behandelt die Zulassungvorschrift CS-23 (Certification Specifications) der EASA Normal, Utility, Aerobatic and Commuter Aeroplanes mit maximal 19 Sitzplätzen (ohne Besatzung) und einem maximalen Startgewicht (MTOW) von 8.618 kg (19.000 lbs).
Es werden weltweit aber auch größere Maschinen mit um die 30 Sitzplätze und damit mehr Kapazität eingesetzt, oder aber auch kleinere als Zubringerflugzeuge, die je nach Typ nur 6 bis 10 Sitzplätze haben. So setzt z. B. die US-amerikanische Cape Air auch im Jahr 2024 noch über 60 Cessna 402 mit 9 Passagiersitzen ein. Von der gleich großen Britten-Norman Islander wurden über 1200 Stück gebaut, von denen viele noch im Einsatz sind.

## Bekannte Typen

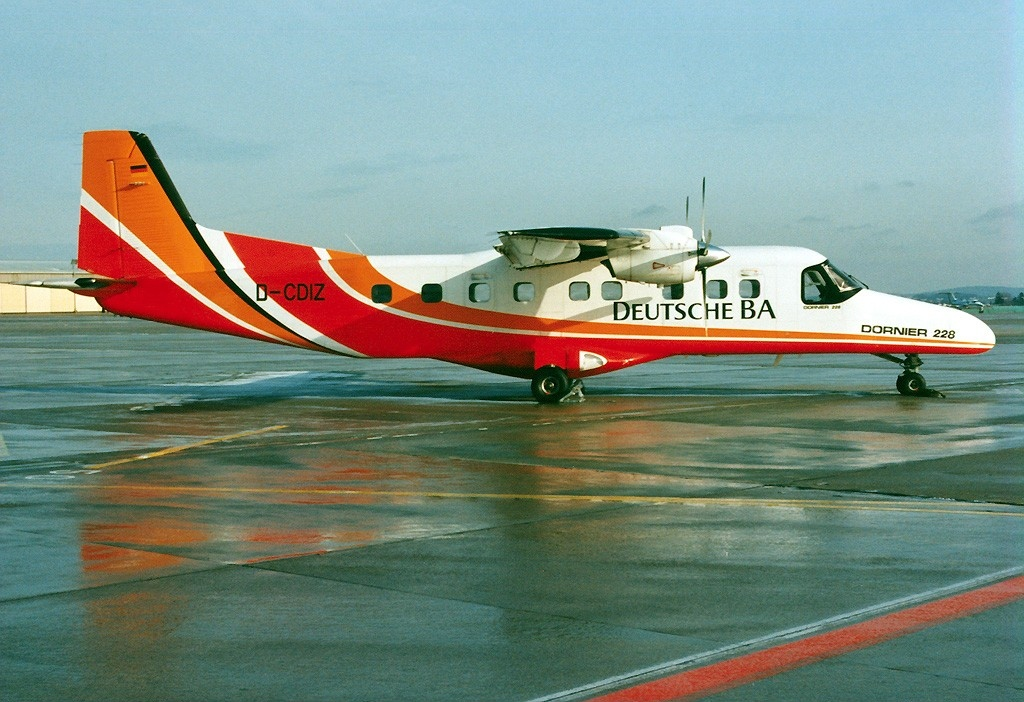
Die Dornier 228 ist ein klassischer Vertreter der Zubringer-Klasse (englisch: Commuter Category)

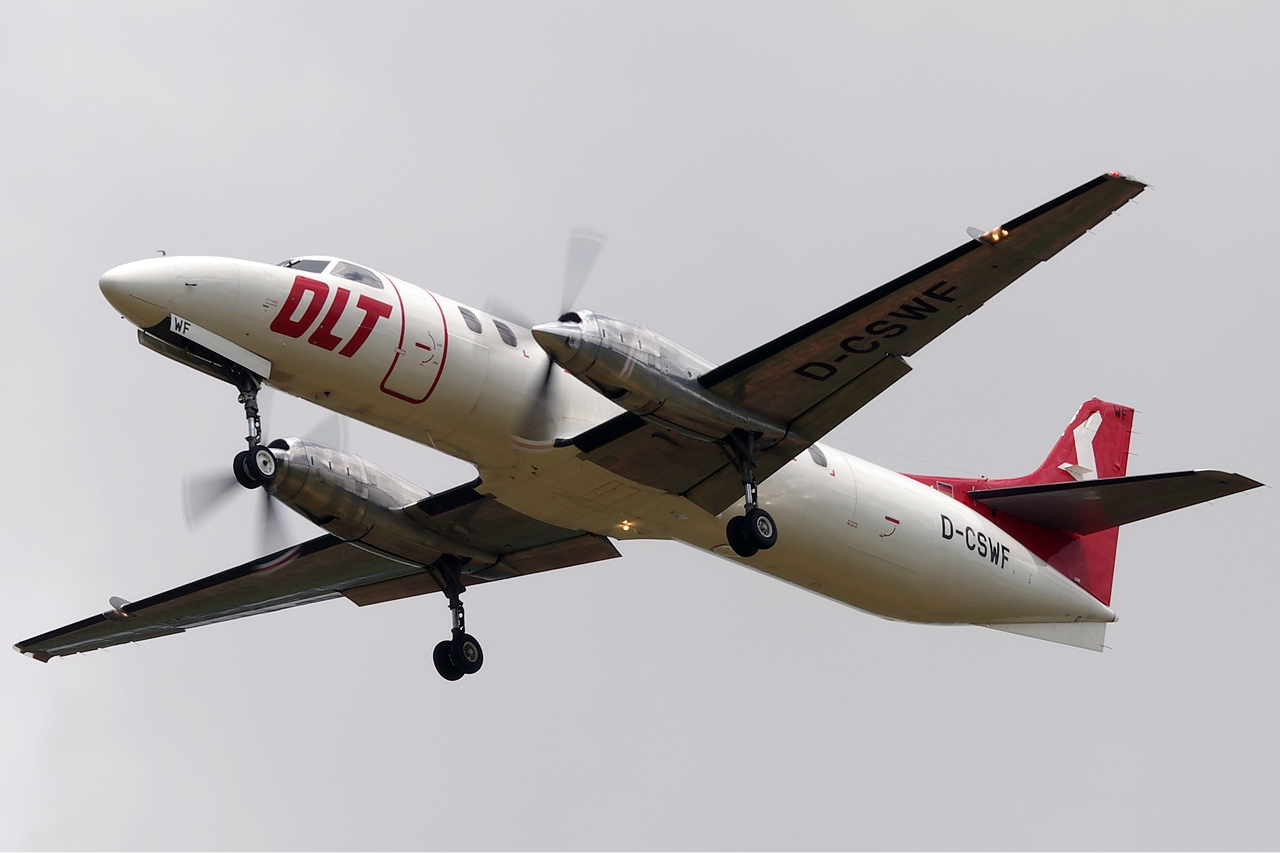
Eine Fairchild Swearingen Metro der OLT – ein ebenfalls typisches Flugzeug ihrer Art

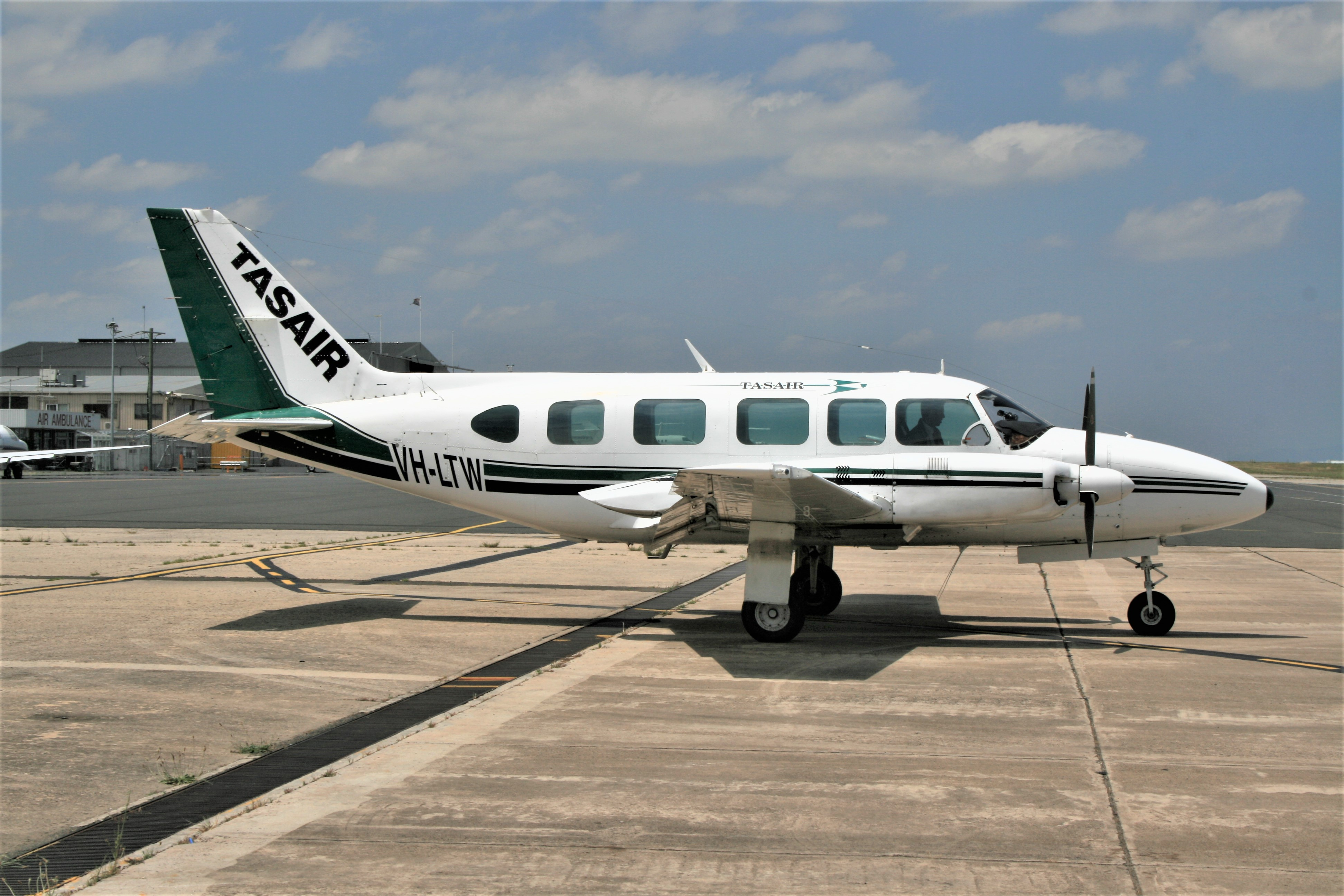
Piper Pa-31-350 Navajo Chieftain der Tasair in Tasmanien

### Eingesetzte Typen
- Antonow An-28
- BAe Jetstream
- Beechcraft 99
- Beechcraft 1900
- Britten-Norman Islander
- Britten-Norman Trislander
- Cessna 208 Grand Caravan
- Cessna 402
- Cessna 404 Titan
- De Havilland Canada DHC-6 Twin Otter
- Dornier 228
- Embraer EMB 110 Bandeirante
- Fairchild Swearingen Metro
- GAF Nomad
- Gippsland GA-8 Airvan
- Harbin Y-12
- Let L-410 Turbolet
- Piper PA-31 Navajo
- Reims-Cessna F406
- Short SC.7 Skyvan
- Tecnam P2012 Traveller

### Historische und nicht in Serie gefertigte Typen
- Antonow An-14 Ptschjolka
- De Havilland DH.104 Dove
- De Havilland DH.114 Heron
- De Havilland Australia DHA-3 Drover
- Handley Page Jetstream
- Handley Page Marathon (ex Miles M.60 Marathon)
- NAL Saras
- Saunders ST-27 (Turboprop-Umbau der de Havilland Heron)